# Viernheimer Dreieck
Das Viernheimer Dreieck ist ein Autobahndreieck in Hessen, das sich in der Metropolregion Rhein-Neckar befindet. Es verbindet die Bundesautobahn 6 (Saarbrücken – Mannheim – Nürnberg) (Europastraße 50) mit der Bundesautobahn 67 (Rhein-Main-Gebiet – Rhein-Neckar-Gebiet) (Europastraße 451).

## Geographie
Das Dreieck liegt auf dem Stadtgebiet von Viernheim. Es befindet sich etwa 10 Kilometer nordöstlich von Mannheim, rund 15 Kilometer südöstlich von Worms und etwa 65 Kilometer südlich von Frankfurt am Main. Es dient als Verteiler der Verkehrsströme von und nach Rhein-Main (Norden), Rhein-Neckar (Süden) und Pfalz/Saarland (Westen).
Auf der A 6 trägt das Autobahndreieck die Anschlussstellennummer 25 und auf der A 67 die Nummer 10.

## Geschichte
Das Viernheimer Dreieck wurde bereits in den 1930er Jahren geplant. Die Reichsautobahn Darmstadt–Mannheim wurde 1935 eröffnet. Der Abzweig nach Westen in Richtung Kaiserslautern über das Viernheimer Dreieck konnte im Krieg nicht mehr fertig gestellt werden, auch weil die Rheinbrücke bei Mannheim-Sandhofen 1940 bei den Bauarbeiten einstürzte. Nach Fertigstellung des Schlussstücks der Autobahn Saarbrücken – Mannheim wurde das Viernheimer Dreieck am 31. Juli 1953 durch Bundesverkehrsminister Hans-Christoph Seebohm dem Verkehr übergeben.

## Ausbauzustand
Die A 6 ist in südlicher Richtung, genau wie die A 67, sechsspurig ausgebaut. In westlicher Richtung ist die A 6 vierspurig ausgebaut. Alle indirekten Überleitungen sind zweistreifig, alle direkten einstreifig.
Die Nord-Süd-Relation ist durchgehend, wobei dort die A 67 nahtlos in die A 6 übergeht.
Das Dreieck ist als vollständiges Dreieck (Full-Y) angelegt.
Es ist ein TOTSO Dreieck. Wer von der A 6 Richtung Heilbronn kommt und auf der A 6 Richtung Saarbrücken bleiben möchte, der muss die Hauptfahrbahn verlassen. Wer auf der Hauptfahrbahn bleibt, wechselt nahtlos auf die A 67 Richtung Frankfurt.

## Verkehrsaufkommen
Es ist ein vielbefahrener Verkehrsknotenpunkt Hessens mit etwa 106.000 Fahrzeugen pro Tag.
| Von                         | Nach                    | Durchschnittliche tägliche Verkehrsstärke | Durchschnittliche tägliche Verkehrsstärke | Durchschnittliche tägliche Verkehrsstärke | Anteil Schwerlastverkehr | Anteil Schwerlastverkehr | Anteil Schwerlastverkehr |
| Von                         | Nach                    | 2005                                      | 2010                                      | 2015                                      | 2005                     | 2010                     | 2015                     |
| --------------------------- | ----------------------- | ----------------------------------------- | ----------------------------------------- | ----------------------------------------- | ------------------------ | ------------------------ | ------------------------ |
| AS Mannheim-Sandhofen (A 6) | Viernheimer Dreieck     | 54.000                                    | 44.500                                    | 51.900                                    | keine Daten              | 13,1 %                   | 12,7 %                   |
| Viernheimer Dreieck         | Viernheimer Kreuz (A 6) | 69.900                                    | 71.500                                    | 86.300                                    | 12,2 %                   | 13,8 %                   | 13,2 %                   |
| AS Lorsch                   | Viernheimer Dreieck     | 63.700                                    | 64.200                                    | 74.500                                    | 18,8 %                   | 13,8 %                   | 13,5 %                   |